# Kévin Nicaise
 (septembre 2018).
Si vous disposez d'ouvrages ou d'articles de référence ou si vous connaissez des sites web de qualité traitant du thème abordé ici, merci de compléter l'article en donnant les références utiles à sa vérifiabilité et en les liant à la section « Notes et références ».
Kévin Nicaise, né le 17 avril 1985 à Bruxelles (Belgique), est un footballeur international tchadien évoluant au poste de milieu de terrain. Il est entraîneur de l'équipe nationale de football tchadienne de octobre 2023 à février 2025.

## Biographie
Né le 17 avril 1985 à Bruxelles et de nationalité tchadienne, il est passionné de football dont le parcours allie expérience sur le terrain et engagement dans la formation des jeunes.  
Le 11 octobre 2023, le Comité de normalisation de la FTFA a officialisé une décision attendue qu'il devient le nouveau sélectionneur de l’équipe nationale du Tchad.
Il a été remplacé de son poste de l'équipe nationale en tant qu'entraîneur le 23 février 2025,.